# 서후면
서후면(西後面)은 대한민국 경상북도 안동시의 면이다.

## 연혁
- 조선 시대에는 부서면(府西面)으로 칭함
- 1896년 8월 4일 : 부서면에서 서후면으로 개칭
- 1914년 3월 1일 : 행정구역 통폐합으로 서선면과 북후면 일부를 병합
- 2017년 3월 3일 : 자품리(者品里)를 재품리(才品里)로 명칭 변경.[1][2]

## 행정 구역
| 법정리   | 행정리           | 비고                                |
| -------- | ---------------- | ----------------------------------- |
| 광평리   | 광평1리, 광평2리 |                                     |
| 교리     | 교리             |                                     |
| 금계리   | 금계1리, 금계2리 |                                     |
| 대두서리 | 대두서리         |                                     |
| 명리     | 명1리, 명2리     |                                     |
| 성곡리   | 성곡리           | 면 행정복지센터 소재지              |
| 이개리   | 이개1리, 이개2리 |                                     |
| 이송천리 | 이송천리         |                                     |
| 재품리   | 재품리           | 2017년 3월 3일 자품리에서 명칭 변경 |
| 저전리   | 저전리           |                                     |
| 태장리   | 태장1리, 태장2리 |                                     |

## 교육 기관
- 서후초등학교
  - 대흥분교 (폐교) - 서후면 대두서6길 12 (대두서리)
- 학남초등학교 (폐교) - 서후면 풍산태사로 3381 (저전리)
- 안동과학대학

## 문화재
- 개목사
- 봉정사
- 송은정
- 학봉종택

## 교통
- 국도 제34호선